# Каратель (фильм, 1969)
«Каратель» — советский художественный фильм греческого режиссёра Маноса Захариаса, поставленный им во время политической эмиграции в СССР. Картина снята на киностудии «Мосфильм» в 1968 году (выход на киноэкраны — 1969 год).

## Сюжет
Действие происходит в Греции в эпоху «чёрных полковников».
Солдат Вангелис принимает участие в расстреле коммуниста, за что получает увольнение вне очереди. Один из сослуживцев Вангелиса, Димитрис, отказался принимать участие в расстреле, за что был посажен под арест, и Вангелису приказали занять его место. В городе Вангелис встречается со своей подругой Марией и друзьями. Но именно в этот день Вангелису не по себе. Он хочет признаться девушке в том, что невольно совершил убийство, но у него не хватает духа. Однако нести непосильный груз сомнений он тоже не может и даёт выход ожесточению в уличной драке с подвыпившим прохожим, который приставал к Марии. Спасаясь от патруля, Вангелис находит приют в местной церкви, где исповедуется тамошнему священнику, который даёт Вангелису понять, что всё же осуждает его, потому что сам во время Второй Мировой войны убил множество гестаповцев, чтобы отомстить за смерть родителей, но в итоге не обрёл душевного покоя, так как убивать людей, по его мнению, всё равно ужасно. Вангелис затем приходит к друзьям Марии, но и там не находит покоя — сначала из газетной статьи он узнаёт, что казнённому коммунисту было всего 19 лет, а затем разговор друзей переходит в спор на тему, что режим Хунты в итоге приведёт к тому, что в ближайшем будущем снова повторится гражданская война, в которой Вангелис «будет по ним стрелять». В конечном итоге Вангелис находит Марию на рассвете следующего дня. Их встреча полна нежности и горечи, а исповедь солдата-карателя мучительна. Вангелис признаётся в участии в расстреле и решает, что им лучше расстаться. Он провожает Марию до её работы, после чего его арестовывает патруль за ночную драку, но теперь он уже не тот покорный, нерассуждающий солдат, каким был раньше — когда его везут в часть, его сопровождающих просят помочь оседлать отвязавшегося коня, но Вангелис освобождает последнего.
В финальной сцене Вангелис сидит в одной камере с Димитрисом и спрашивает того, не был ли расстрелянный его родственником, из-за чего Димитрис, возможно, и отказался от участия. Димитрис отвечает, что нет, тем самым давая понять, что он придерживается тех же принципов, что и священник — убивать плохо.

## В ролях
- Евгений Киндинов — Вангелис
- Мария Вандова — Мария
- Виктор Войническу-Соцки — Димитрис
- Георгий Бурков — Никос
- Сергей Шакуров — Тони
- Светлана Орлова — Элени
- Ирина Пайкина — Маргарита
- Армен Джигарханян — сержант
- Леонид Каневский — господин Андреас
- Сотирос Белевендис — Сотирхос
- Манос Захариас — священник
- Борис Клюев — патрульный

## Премьеры
- — 4 августа 1969 года — дата премьеры в советском кинопрокате[1]
- — 25 ноября 2004 года — впервые показан греческим зрителям в рамках МКФ в Салониках[1].